# 伯尔尼山

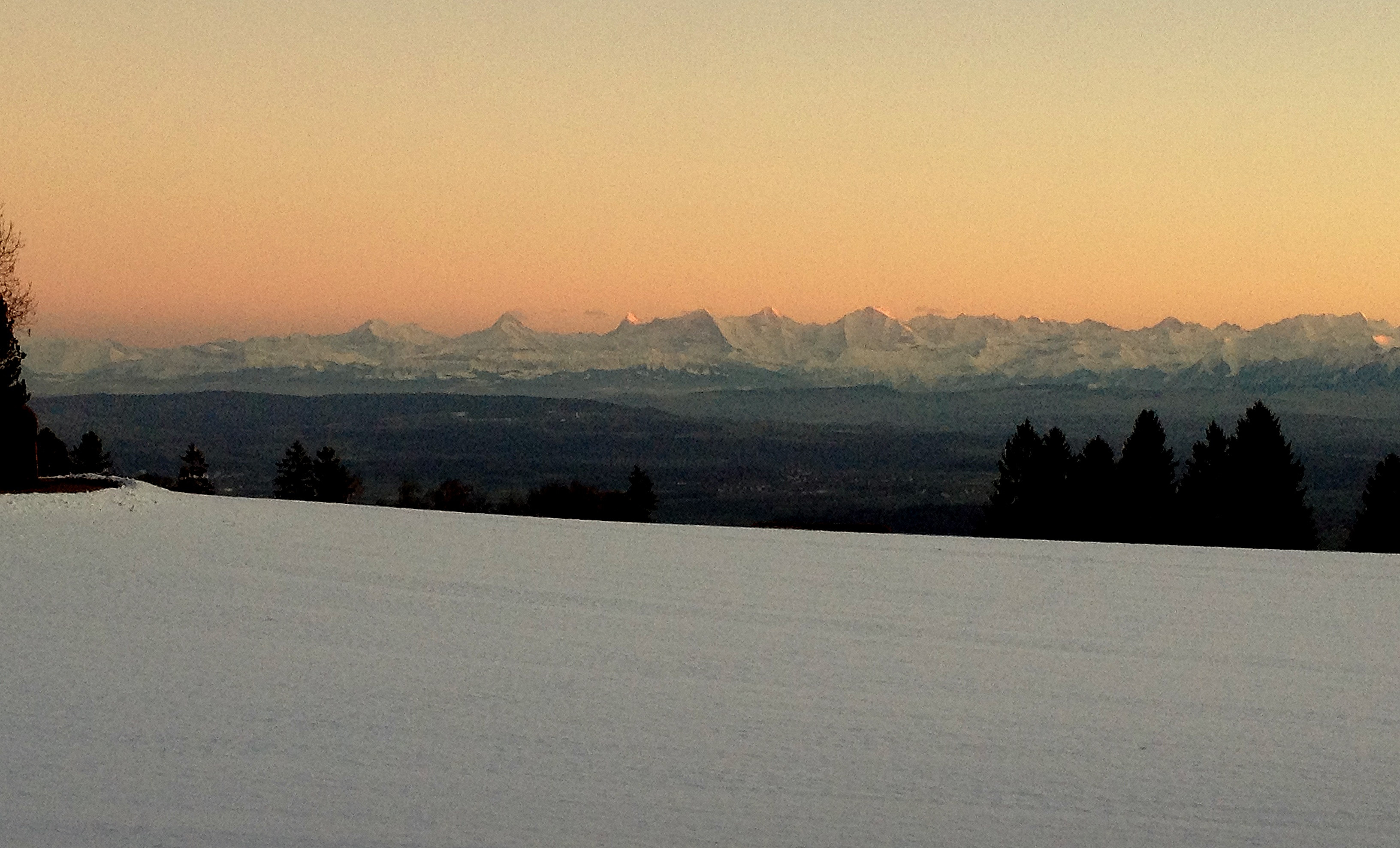

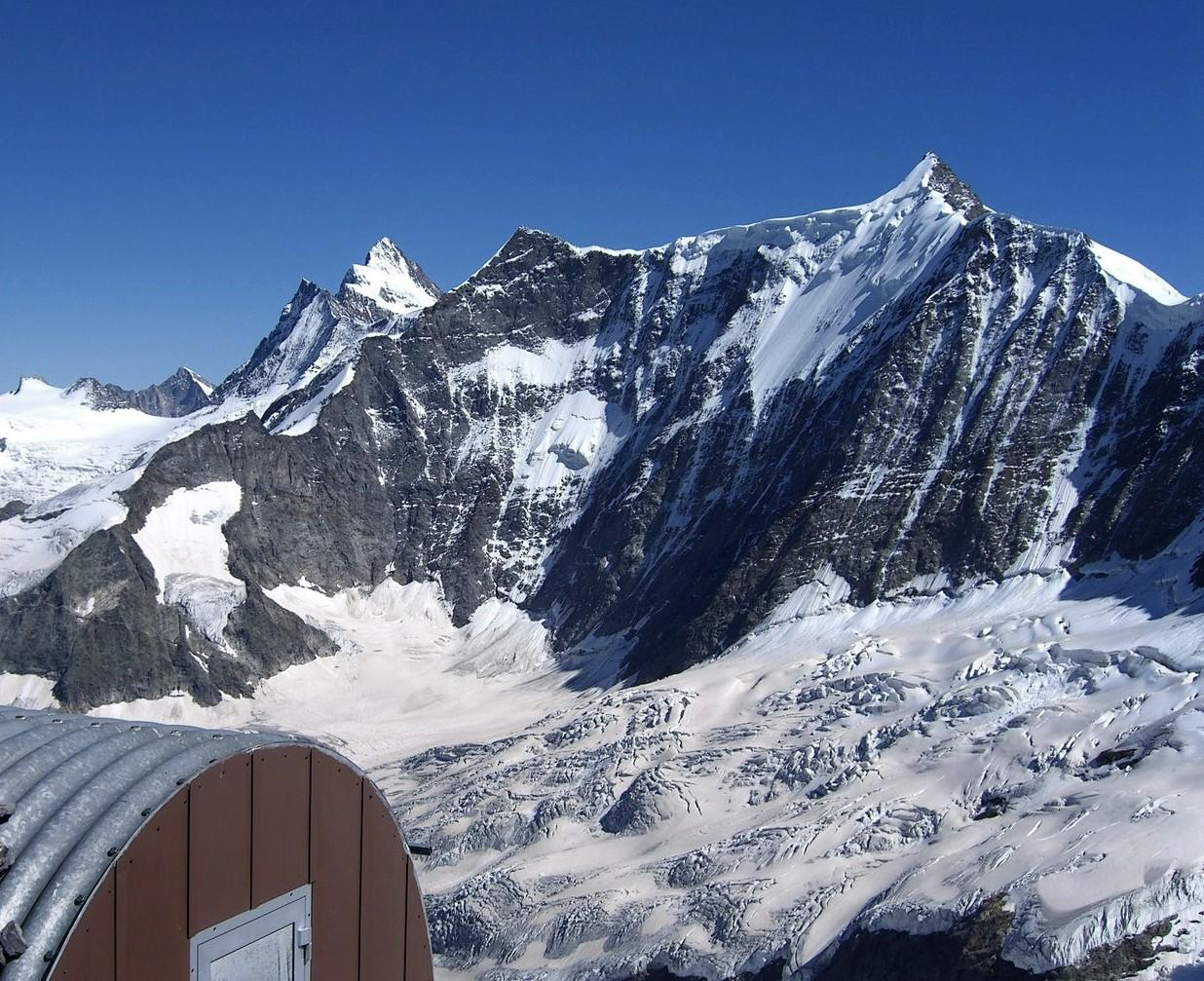

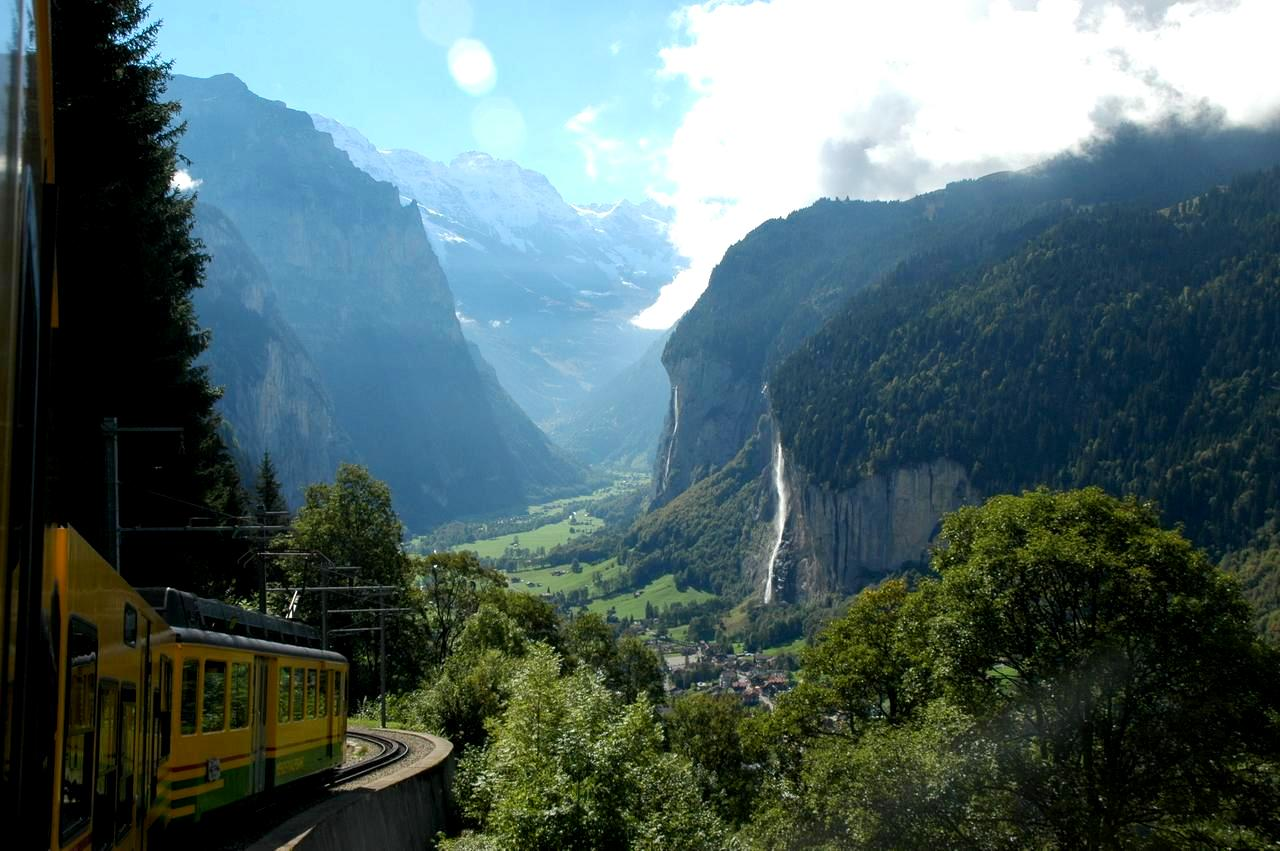

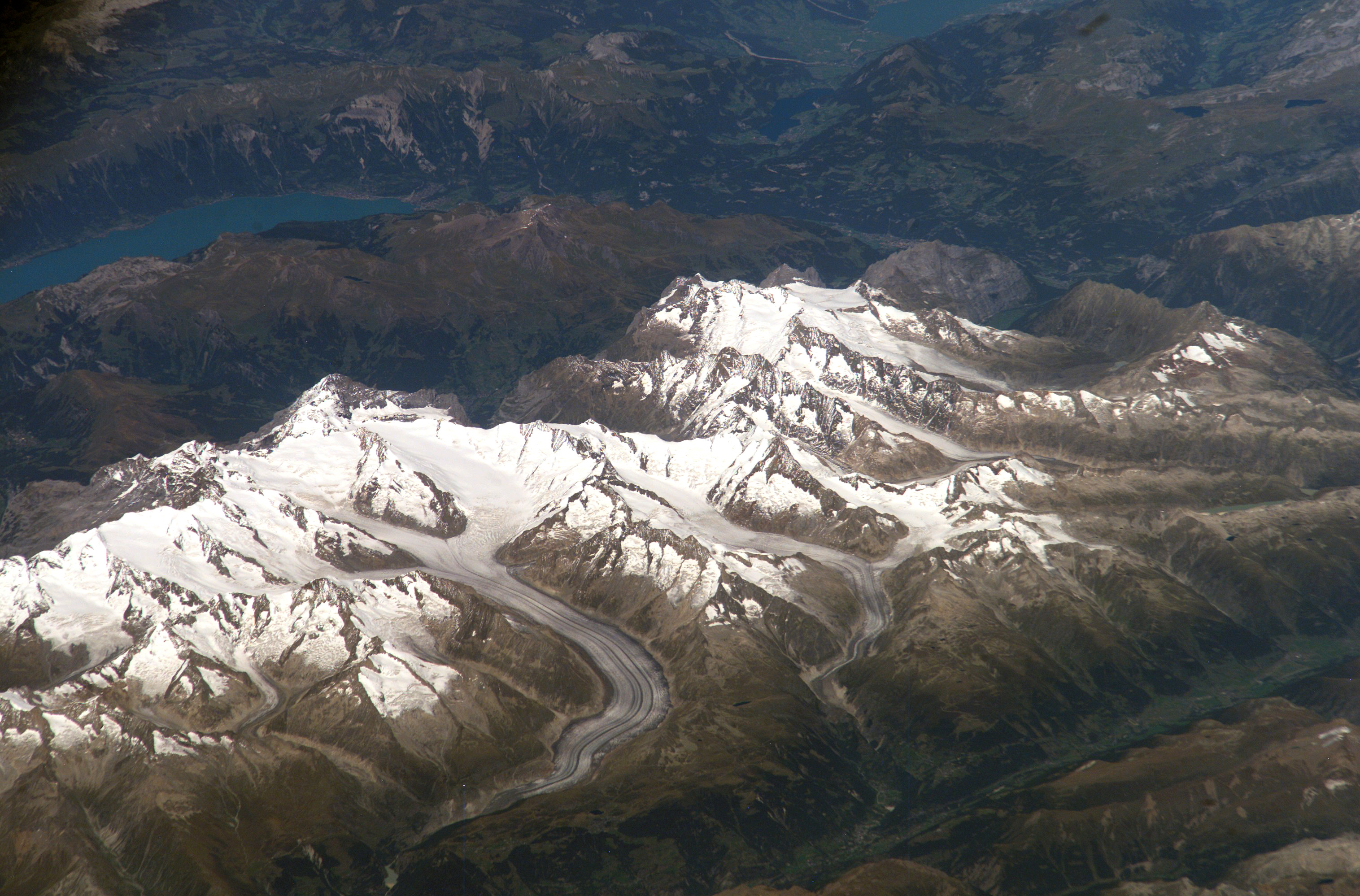

伯尔尼山（德語：Berner Alpen）是瑞士的山脈，是西阿爾卑斯山脈的一部分，最高點海拔高度4,274公尺，由石灰岩組成的山體在白堊紀時期形成。

## 外部連結
- Bernese Alps at NASA Earth Observatory